# دو وریس (دهانه)
دو وریس یک دهانه برخوردی در ماه‌ است.